# Hedwig Kohn
Hedwig Kohn (5. april 1887 – 26. marts 1964) var en tysk-amerikansk fysiker og var kun en af tre kvinder, der opnåede habilitation (kvalifikationen for at undervise på et universitet) i fysik i Tyskland før 2. Verdenskrig. Hun blev tvunget til at forlade Tyskland under naziregimet, da hun var jøde. Hun fortsatte sin akademiske karriere efter at have slået sig ned i USA. Her boede hun det sidste af sit liv.

## Tidlige liv
Kohn blev født i Breslau (i dag Wrocław, Polen) som datter af Georg Kohn, en engroskøbmand inden for tekstiler, og Helene Hancke, som kommer fra en velstående familie. Begge hendes forældre var tyske jøder.
I 1907 blev Kohn den anden kvinde til at blive optaget på fysikafdelingen for Breslau Universitet (Universität Breslau, nu Wrocław Universitet). Hun opnåede sin doktorgrad i fysik under Otto Lummer i 1913 og blev kort efter udnævnt til Lummer's assistent. Hun blev ved universitetets fysikinstitut under første verdenskrig og opnåede habilitation i 1930.
Kohn blev trænet af Lummer i den kvantitative bestemmelse af intensiteten af lys, både fra bredbåndskilder, såsom et "sortlegeme", og fra de adskilte emissionslinier fra atomer og molekyler.

## Flugt fra Tyskland
Kohn blev afskediget fra sin stilling i 1933 på grund af nazistiske regler, der udelukkede jøder fra statslige tjenester. Hun overlevede ved at opfylde kontrakter for anvendt forskning inden for belysningsindustrien frem til 1938, hvor hun befandt sig uden arbejde eller økonomiske ressourcer.
Kohn blev tilbudt midlertidige stillinger ved tre universiteter for kvinder USA med hjælp fra Rudolf Ladenburg, Lise Meitner, Hertha Sponer, the American Association of University Women (AAUQ) og mange flere, hvilket hjalp Kohn til at forlade Tyskland. Hun havde fået at visa til Storbritannien i 1939, men dette blev annulleret grundet 2. Verdenskrig. Kohn sikrede sig i mellemtiden et visa til Sverige, som hun rejste til med det samme i juli 1940.
Hun modtog et Visa til USA, og flyttede derhen. Rejsen til sin første stilling på Women's College ved University of North Carolina i Greensboro tog Kohn gennem Berlin, Stockholm, Leningrad, Moskva, Vladivostok, Yokohama, San Francisco og Chicago.

## Livet i USA
Da Kohn ankom i USA i januar 1941, var hun signifikant sløj. Efter at have kommet sig, underviste Kohn på Kvinderkollegiet ved University of North Carolina i Greensboro i et og et halvt år.
I 1942 begyndte hun at undervise på Wellesley College i Massachusetts. Kohn etablerede et forskningslaboratorium til flammespektroskopi mens hun arbejdede på universitetet.
Efter Kohns pensionering som professor i 1952 tilbød Hertha Sponer, professor i fysik ved Duke University i Durham, North Carolina, en stilling som forskningsassistent. Kohn oprettede et laboratorium ved Duke University og genoptog forskning, hvor hun ledede to kandidatstuderende til deres doktorgrader og rekrutterede to postdoktorale docenter til at hjælpe med i sin undersøgelse af flammespektroskopi. Hun arbejdede der indtil meget kort før hendes død i 1964.